# Marchese degli Argugliosi
Marchese Orgogliosi, (o Argugliosi, Rigogliosi) (metà XIII secolo – 1316 o 1320), appartenente alla famiglia patrizia forlivese degli Orgogliosi, fu podestà di Faenza nel 1296, e nel 1304 si impadronì di Predappio.

## Biografia
Nel 1311 contribuì a catturare di sorpresa, in Forlì, Fulceri de Calboli. In questa impresa fu aiutato da altri appartenenti alla sua parte durante le lotte tra guelfi e ghibellini, come il conte di Romagna Gilberto di Santilla, Niccolò da Calboli, Scarpetta e Bartolomeo Ordelaffi.
Gli Orgogliosi rimasero signori di Faenza fino al 1315, quando Paolo de Calboli, figlio di Fulceri tentò di rientrare in Forlì insieme con il padre e con Cecco Ordelaffi, ai danni appunto degli Orgogliosi. Tra gli avversari degli Orgogliosi va annoverato Uberto Malatesta, mentre dalla parte degli Orgogliosi combatté Ferrantino Malatesta. Il colpo di mano riuscì e gli Orgogliosi furono cacciati da Faenza.
Secondo la tradizione i de Calboli furono a capo della parte guelfa, mentre gli Orgogliosi erano schierati con gli Ordelaffi  ghibellini, ma nelle fasi convulse delle lotte romagnole furono frequenti le lotte anche all'interno della stessa famiglia.
Le ultime notizie di Marchese Orgogliosi sono del 1316, data presumibile della sua morte.
Marchese viene ricordato da Dante nel canto XXIV del Purgatorio come grande bevitore che non si saziava mai di bere.